# Vyšná liptovská lávka
Vyšná liptovská lávka (polsky Wyżnia Liptowska Ławka, maďarsky Felső-Liptói-Őrszem-nyereg, německy Obere Liptauer Bank, 2055 m n. m.) je sedlo v hlavním hřebeni Vysokých Tater. Nachází se mezi Hrubým štítem a Vyšným kostúrem v hřebeni Liptovských múr a prochází jím slovensko-polská státní hranice. Sedlo představuje jednu ze dvou Liptovských lávek. Nižná liptovská lávka odděluje Vyšný kostúr od Nižného kostúru. Na severovýchodě spadají svahy od sedla do nevelkého kotle v Dolině Pięciu Stawów Polskich, přes nějž vede žlutá značka do sedla Szpiglasowa Przełęcz (cesta Szpiglasowa Perć). Jihozápadní svahy spadají do Temnosmrečinské doliny (větev Kôprové doliny).

## Přístup
Sedlo (podobně jako celý hřeben Liptovských múr) je přístupné pouze v doprovodu horského vůdce.